# 石之瑜
石之瑜（英語：Chih-yu Shih，1958年8月8日—），出生於台灣台北市，籍貫湖南省永順縣，中華民國教育部榮譽國家講座，專長國際關係、中國研究、政治心理學、文化研究、知識人類學，近年致力於分析「中國學的知識社群」文化。曾任國立臺灣大學教授，現任中國同濟大學政治與國際關係學院外交系專任教授，入列中國教育部长江讲席学者。

## 生平
其祖父來自湖南省永順縣靈溪鎮。在國共內戰期間，其父石槐堂，取道韓國，搭船來到台灣。石之瑜在台北市出生，於國立臺灣大學政治系取得學士，後留學美國，為美國哈佛大學公共政策碩士，丹佛大學國際研究博士。

## 學術思想
石之瑜研究論述甚多，目前包括中文專書五十餘本，英文專書與編著二十餘本，時論十餘本，詩集兩冊，中英文期刊論文數百篇。這些學術著作的內容涵蓋社會科學各個領域，對美國主流學術思想批判尤其強烈。同時，石之瑜對臺灣學術體制的批判與實踐受到媒體注目，2006年曾拒絕國立臺灣大學授與榮譽至高的「終身特聘教授」(life-time distinguished professor)。徐振國評之為「玩致命遊戲的博弈者」。

### 社會科學知識論
石之瑜主張社會科學應做到廣（multisited）、遠（long-term）、深（deep）、微（Individualized），將個體行為者放進時空脈絡 (contextualized)，以全面與深層的自我解構（self-deconstruction），出入不同的群己關係。

### 國際關係研究
提出以雙邊關係為主要內容的關係均衡理論（balance of relationship），迥異於權力均衡理論所假定的自然狀態是無政府狀態，關係均衡理論所假定的自然狀態，是防止無政府狀態為目的的群體生活。進而主張，關係均衡是國家追求控制無政府狀態的體系性必然結果，在長期裡與各國維繫穩定的雙邊關係，是可行且可信的理性外交戰略。關係均衡理論的兩個主要主張是：當國家遭遇衝突時，若判斷衝突並無惡意，國家會願意採取讓步，確保關係；若判斷有惡意的傾向，國家會採取對抗，摧毀錯誤的關係；因此，讓步與對抗之間的選擇，不在於相對權力的大小，而在於對長遠穩定關係的判斷。在國際關係中，關係均衡體系與權力均衡體系的互動，就如同國內秩序下的政治體系與社會體系的互動。

### 知識史研究
石之瑜對中國研究與漢學研究的知識路徑，整理出四個在個人層次的機制：遭遇（encountering）、選擇（choice）、旅行（traveling）與重啓（re-incurring），認為中國研究與漢學研究的學者，是在不斷接觸到的認知經驗中，進行組合運用，他們從各種地理文化脈絡之間進出，透過文化記憶的再啟動，使研究者之間以及研究者與研究對象之間，能建立知識上的相互認識。他從知識史研究，進一步建立後華性（post-Chineseness）的分析議程，探討華人性、中華性、漢學性所共同構成的認知網絡，蒐集關於中國的概念、想像及策略，以便對個別行為者之間，如何重啟文化資源，恢復或建立聯繫，進行實證研究。

### 中國研究
石之瑜的學術主張從群己關係出發。他提出人事權（personnel）、政策權（policy making）與調和權（reconciliation）等三權分開的中國憲政主義（Chinese constitutionalism），以處理自由主義與儒家文化的銜接。
他提出中國式外交是面子外交（face diplomacy），其中雙邊關係重於多邊關係；中國式戰爭是面子戰爭（symbolic war）；中國式全球治理是自我治理（self-governance），且是治亂循環論意義中的「治」（governability），不是歐美話語中的「治理」（governance）或「治理性」（governmentality）意義中的「治」。
他解構中共少數民族政策中的公民文化，主張中國兩字是時間（temporal）觀念，不是疆域（spatial）概念，並認為中國模式（China model）就是凡事大家共同參與（mobilized participation）；他也推崇天下 (tianxia) 的世界觀。

### 國家理論
他的國家理論從本體論出發，一方面主張人民有投降的權利，在兩岸同時發表；但另一方面，他支持以救亡圖存與抵抗強權為內涵的自發性愛國主義，批評對愛國主義的動員或解構。
他在本體論上推崇李登輝能運用京都學派的西田幾多郎哲學之中關於「無的場所」（place of nothingness）的理論，因而變化多端地實踐自我。相較於後現代主義作家以解構群體意識作為個體能動性的展現，石之瑜的實踐論則主張以解構自我進入群體作為能動性的過程，是傳承儒家的後現代作家（postmodern Confucian）。

## 指導

### 學位
自從2005年起，石之瑜指導的博、碩士論文均屬於中國學的知識社群研究計畫。學位論文的導生主要來自國立中山大學與國立臺灣大學，另有國立政治大學、東吳大學、國防大學、淡江大學、國立臺北藝術大學、國立臺灣師範大學、德國杜賓根大學、美國丹佛大學等校。接受指導者除本地學生外，來自韓國
、日本、馬來西亞、印尼、越南、蒙古、德國、荷蘭、美國、大陸及香港等地。

### 社團
石之瑜長期指導兩項社團活動：
- 中國大陸事務學會：1991年開始，前身為「中國與大陸事務學會」[36]
- 臺大政治系籃球社：1991年至2007年，並曾獲得10次全國盃賽冠軍 [37]

2016年榮獲台大賈斯丁喝水團最佳運動員精神獎，被稱為「毅力哥」。

## 政論
石之瑜常在兩岸三地媒體發表評論，中文的政論文章散見《中國評論》、《聯合報》、《聯合早報》、《中國時報》、《自由時報》等，其解構對象包含日本、美國、中國、中國國民黨、民主進步黨，在思想上針對民粹主義、民族主義、臺灣獨立思想、美式民主進行批判，其中就臺灣統獨立場不斷錯置所帶來的身份認同與文化迷亂現象多所著墨，對於中華思想、中國中心主義、以及中國的武力文化的解構則以英文為主。是兩岸著名的政論家，曾發表《Democracy Made in Taiwan》一書探討台獨思潮與民主的關係，及《Sinicizing International Relations》與《Negotiating Ethnicity in China》等書解構中國與中華的概念。

### 反媒體壟斷運動
2013年1月13日，石之瑜點評反媒體壟斷運動：「...在思想上就是自由來去的；可是，假如他們不讓親中的也自由來去，不就表示他們才是壟斷的勢力嗎？...不容許親中者享有言論自由的立場；那他們主張台獨，就變成是反自由的，那也就變成是與他們心目中恐懼的中國一樣的了。」

### 郭冠英事件
在2009年轟動全台的郭冠英辱台言論事件中，獨排眾議公開為網路匿名言論權辯護，認為整件事是「中國歷史上層出不窮的文字獄」的重演，也指出馬英九即使「願意泰半接受台獨史觀」，仍不能取信於親台獨的選民。

### 中國憲政之爭
針對中國思想界爭論憲政是否適合中國國情的問題，石之瑜認為中國的政治濫權與歐美的政治濫權不同。歐美的濫權是利用制度的權力壓迫政敵或剝削弱勢，而中國的政治濫權是道德濫權，是虛構的超凡入聖的領導人受到擁護，由民眾根據政治正確的期望，壓迫被當成政治不正確的代罪羔羊，因此不能靠制衡的制度有效限制。中國憲政主義的有限政府思路，首先應設計限制道德濫權的制度。

### 九月政爭
石之瑜於2013年9月13日撰文稱，馬英九放棄憲法所賦予調和五院的權力不加行使，另藉由官方機構遂行黨紀，進而影響權力分立，其發言人以政府公職身分處理黨紀問題，並間接影響民意機關的人事與結構，已屬黨政不分。同時，臺灣既有的律師教育著重工具性，輕忽根本性，歷任具備律師身分的領導人對憲政缺乏敬畏心。在近代中國歷史上，也沒有所謂制憲諸公建立的傳統，只有強人政治與強國保種的願望。教科書所說憲法是根本大法，充其量是考試時必背的標準答案，尚非政治生活中的思想價值。

### 太陽花學運
石之瑜認為太陽花學運主張的是「片面自然狀態」，意指學生片面宣告進入自然狀態，不接受正當程序規範，攻佔立法院進行抗爭，但政府沒有採取鎮壓的正當性。這樣只有一方可以行使叢林狀態下的自衛權，在任何社會都只有嬰兒才可能享有，因此在憲政之治中，只有極度弱勢可以主張嬰兒權，比如性騷擾的認定由當事人婦女片面認定便可裁決，因為男性在性別政治中已經佔有絕對優勢。學生在政治中也是絕對弱勢，因此可以對政府主張嬰兒權。政府對學運的壓制應視為體罰，而體罰是否恰當的判斷，與社會文化與發展階段有關。

### 臺灣不了解國際事務
石之瑜於2009年1月13日撰文稱：「國家感覺的養成，如果只是單調地鎖定在與大陸的盲目對抗上，...失去面對世界所必需的寬廣胸襟與多元視野。表面上，朝野領導人關心台灣的利益與本土的角度，實際上卻摧毀了國人採取任何立場的能力，以至於...連南線專案之類的無稽謊言，竟可以贏得諸多博士法官與資深記者至今的深信不疑。」

### 兩岸回歸朝貢關係
石之瑜於2016年6月16日撰文稱，台灣與中國的關係無法以西方文明的現代主權體制來解決，可參考中國古文明的朝貢體系，尤其是關於宗主國與朝貢國各自擁有獨立的國際關係。

### 民進黨獨裁論
石之瑜在2022年10月27日於風傳媒發表「習近平再獨裁，也比民進黨更民主」觀點，直批縱使二十大中共體制內部變得更加獨裁，但民進黨不獨裁嗎？權力不集中嗎？但問題在於，民進黨的獨裁是體制外的獨裁，既是行政權獨大，民進黨獨大，更是總統在自宅內獨攬，甚至恣意搜刮民產，箝制言論，完全摧毀作為民主體制核心的有限政府理念。又說民進黨的體制外獨裁下，統治者沒有責任意識，只有選票意識。而為了掌握選票，就以反獨裁、反併吞的名義撕裂社會，強迫選邊，不僅治理淪為邊緣議題，掠奪分贓乃成為黨內同志趨之若鶩的理想；更稱讚習近平把責任看得比生命重要，批評跟蔡英文、林佳龍、陳時中只騙台灣人他們會負責，把民主體制搞得四分五裂，利用政治對立，製造政治正確，因此對於民生福祉毫無責任意識的台灣，無論如何比不上中共民主。
旅美教授翁達瑞稱其論點「超乎常識、不符邏輯、顛三倒四」。呂秋遠稱其論述「背離事實」。許美華指其幫極權中國當打手。陳子瑜指其反映了親中者的集體「中國焦慮」。

## 外部連結
- . 2006-11-18.